# Yuknoom Ch’een I
Yuknoom Ch’een I – władca Kaan (nazywanego też „Królestwem Węża”).

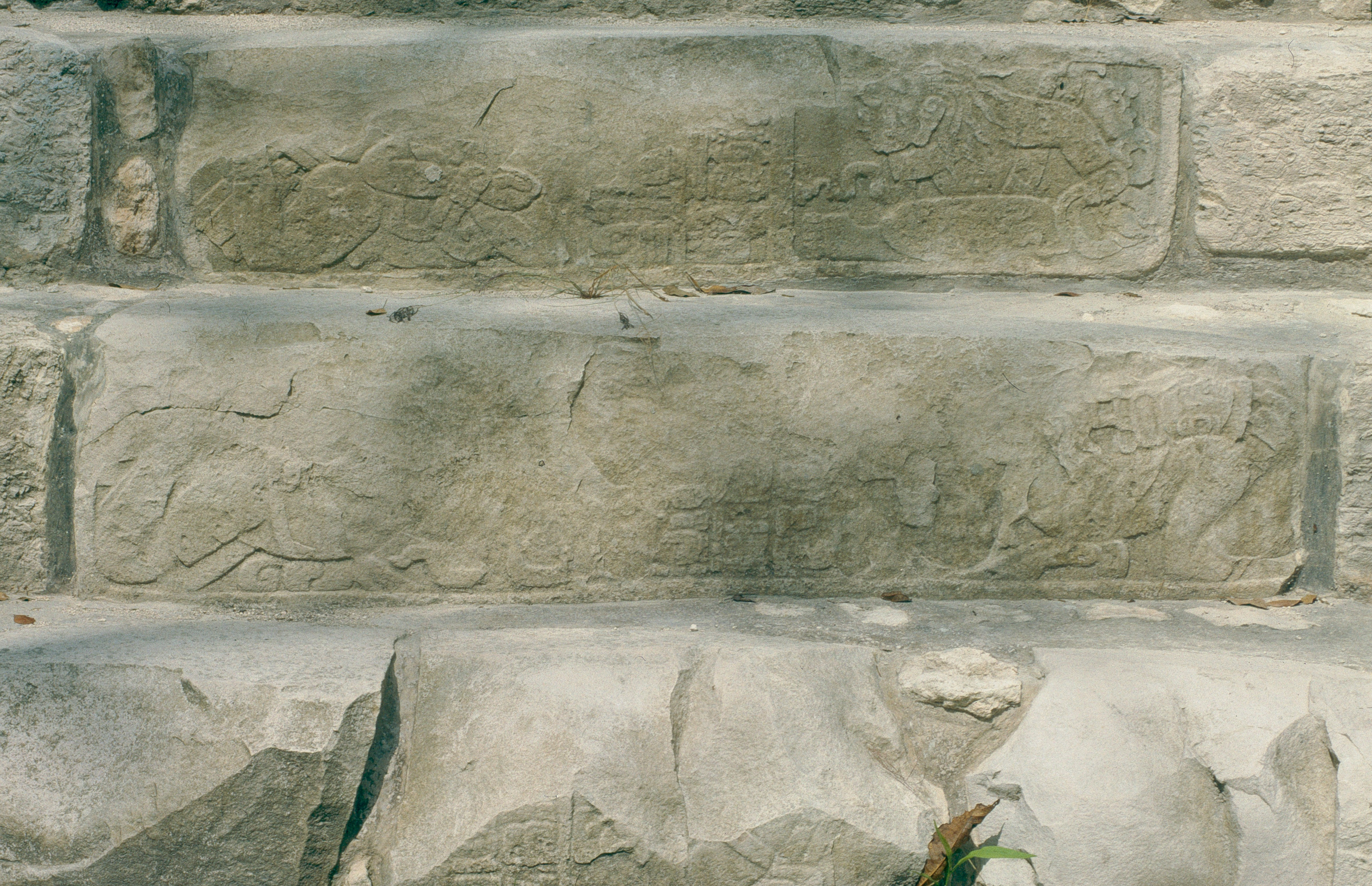
Schody Hieroglificzne Dzibanche przedstawiają jeńców pojmanych przez Yuknoom Ch’eena I, k’uhul Kaan ajaw - boskiego władcy Węża.

Wazy dynastyczne zawierają sekwencję 19 władców Kaan. Z powodu istniejących rozbieżności w datach ich intronizacji, nie jest pewne, czy dziewiętnaście imion należy uznać za historyczne, czy legendarne. Yuknoom Ch’een I jest pierwszym znanym i wyraźnie historycznym władcą Kaan.  